# Šče ne vmerla Ukraïny
Šče ne vmerla Ukraïny (in ucraino Ще не вмерла України?; lett. "Non è ancora morta [la gloria] dell'Ucraina") è un canto patriottico ucraino, formalmente inno nazionale dell'Ucraina dal 1992.

## Storia
Il testo corrisponde, salvo alcune modifiche, ad un poema patriottico scritto nel 1862 dall'etnografo ucraino Pavlo Čubynskyj. La musica fu composta l'anno seguente dal sacerdote greco-cattolico Mychajlo Verbyc'kyj (Михайло Вербицький). Nel 1864 Šče ne vmerla Ukraïna fu per la prima volta eseguito in forma corale al Teatro "Ucraina" di Leopoli.
Nel 1917 fu adottato come inno della Repubblica Popolare Ucraina, ma venne bandito con l'annessione di questa alla RSS Ucraina nel 1920.
Dopo la dissoluzione dell'Unione Sovietica venne adottato de facto come inno del neonato Stato ucraino ed eseguito in occasione dell'insediamento del primo Presidente ucraino, Leonid Kravčuk, il 5 dicembre 1991.
Nel 1992 Šče ne vmerla Ukraïny venne ufficialmente adottato quale inno nazionale, anche se formalmente solo nella melodia, dall'articolo 20 della costituzione, promulgata il 28 giugno di quell'anno. Nel 1998 venne stilato un progetto di legge, su iniziativa del gabinetto d'Ucraina, per indicare un testo ufficiale dell'inno, nonché l'approvazione del Molytva za Ukrajinu come inno spirituale del paese.
Il 6 marzo 2003 la Verchovna Rada indicò con la legge nº 602-IV il testo ufficiale dell'inno nazionale, andando però a modificare leggermente la prima strofa del testo di Čubynskyj. Così, se prima l'incipit era effettivamente «L'Ucraina non è ancora morta, né la sua gloria, né la sua libertà», oggi corrisponde a «Non è ancora morta la gloria dell'Ucraina, né la sua libertà».

Mentre al secondo verso cambia solo una parola
«a noi, fratelli (o patrioti) ucraini, il destino sorriderà ancora», oggi corrisponde a «a noi, giovani fratelli (o patrioti), ...»

## Testo
Il testo di "Šče ne vmerla Ukraïna" ricorda al popolo ucraino la sua lotta per l'identità nazionale e l'indipendenza della propria nazione. È stato cantato come inno nazionale de facto della nuova Ucraina indipendente all'inaugurazione di Leonid Kravčuk il 5 dicembre 1991. Dopo alcune lievi modifiche alle parole originali di Čubynśkyj, l'inno è stato reso de jure il 6 marzo 2003 e L'articolo 20 della Costituzione dell'Ucraina ha designato la musica di Verbyčkyj per l'inno nazionale del 28 giugno 1996.
L'inno è stato tradotto in diverse lingue.

### Versione attuale

#### Ufficiale in ucraino
| Scrittura cirillica | Scrittura latina | Scrittura greca | Trascrizione AFI |
| --- | --- | --- | --- |
| Ще не вмерла України і слава, і воля, Ще нам, браття молодії, усміхнеться доля. Згинуть наші воріженьки, як роса на сонці. Запануєм і ми, браття, у своїй сторонці. 𝄆 Душу й тіло ми положим за нашу свободу, І покажем, що ми, браття, козацького роду. 𝄇 | Šče ne vmerla Ukrajiny i slava, i voľa, Šče nam, bratťa molodiï, usmichneťśa doľa. Zhynuť naši vorižeńky, jak rosa na sonci, Zapanuěm i my, bratťa, u svojij storonci. 𝄆 Dušu j tilo my položym za našu svobodu, I pokažem, ščo my, bratťa, kozaćkoho rodu. 𝄇 | Σ̌τσ̌ε νε βμέρλα Ουκραΐνυ ι σλάβα, ι βόλια, Σ̌τσ̌ε ναμ, μπράττια μολοδίϊ, ουσμιχνέτσια δόλια. Ζγύνουτι̌ νάσ̌ι βοριζ̌ένκυ, γιακ ροσά να σόντσι. Ζαπανούεμ ι μυ, μπράττια, ου σβοή στορόντσι. 𝄆 Δούσ̌ου ι τίλο μυ πολόζ̌υμ ζα νάσ̌ου σβομπόδου, Ι ποκάζ̌εμ, σ̌τσ̌ο μυ, μπράττια, κοζάτσκογο ρόδου. 𝄇 | [ʃt͡ʃɛ nɛ ˈu̯mɛr.ɫɐ ʊ.krɐ.ˈji.nɪ ǀ i ˈsɫɑ.wɐ i ˈwɔ.lʲɐ ‖] [ʃt͡ʃɛ nɑm ˈbrɑtʲ.tʲɐ mo.ɫo.ˈdi.ji ǀ ʊ.smix.ˈnɛtʲ.sʲɐ ˈdɔ.lʲɐ ‖] [ˈzɦɪ.nʊtʲ ˈnɑ.ʃi wo.ri.ˈʒɛnʲ.kɪ ǀ jɑk ro.ˈsɑ nɑ ˈsɔn.t͡si ǀ] [zɐ.pɐ.ˈnu.jem i mɪ ˈbrɑtʲ.tʲɐ ǀ u swo.ˈjij sto.ˈrɔn.t͡si ‖] 𝄆 [ˈdu.ʃʊ‿j ˈti.ɫo mɪ po.ˈɫɔ.ʒɪm ǀ zɑ ˈnɑ.ʃʊ swo.ˈbɔ.dʊ ǀ] [i po.ˈkɑ.ʒem ʃt͡ʃɔ mɪ ˈbrɑt.tʲɐ ǀ ko.ˈzɑt͡sʲ.ko.ɦo ˈrɔ.dʊ ‖] 𝄇 |

#### Traduzione
Non è ancora morta la gloria dell'Ucraina, né la sua libertà,
a noi, giovani fratelli, il destino sorriderà ancora.
I nostri nemici scompariranno, come rugiada al sole,
e anche noi, fratelli, regneremo nel nostro Paese libero.
Coro:
Daremo anima e corpo per la nostra libertà,
𝄆 e mostreremo che noi, fratelli, siamo di stirpe Cosacca. 𝄇

### In altre lingue
Queste versioni sono state tradotte da noti studiosi e poeti nel corso degli anni. Questi seguono tutti lo stesso ritmo dell'originale e sono quindi cantabili.
Inglese
Nay, thou art not dead, Ukraine, see, thy glory's born again,
And the skies, O brethren, upon us smile once more!
As in Springtime melts the snow, so shall melt away the foe,
And we shall be masters in our own home.
𝄆 Soul and body, yea, our all, offer we at freedom's call
We, whose forebears, and ourselves, proud Cossacks are! 𝄇
Tataro di Crimea
Vedi anche Inno di Crimea.
Una versione tartara di Crimea è stata tradotta da Maye Abdulğaniyeva.
| Cirillica | Latina |
| --- | --- |
| Украинанынъ шан-шурети яшай, ирадесиле. Такъдиринъ кулер санъа, яшар джесюр йигитлеринъ де. Ёкъ олур явуз душман, кунеш нуру къаранлыкъны сильмекнен. Къардашлар, саип олурмыз биз тувгъан якъта, къанун тизмекнен. 𝄆 Къалп иле вуджудымызны биз феда этермиз, Биз азат козак несли ичюн курешке кетермиз. 𝄇 | Ukrainanıñ şan-şüreti yaşay, iradesile. Taqdiriñ küler saña, yaşar cesür yigitleriñ de. Yoq olur yavuz duşman, küneş nuru qaranlıqnı silmeknen. Qardaşlar, saip olurmız biz tuvğan yaqta, qanun tizmeknen. 𝄆 Qalp ile vucudımıznı biz feda etermiz, Biz azat kozak nesli içün küreşke ketermiz. 𝄇 |

Russo
Нет, не сгинет Украины ни слава, ни воля.
Скоро, братья-украинцы, улыбнётся доля.
Украины враги сгинут, как роса на солнце.
Властвовать мы будем, братья, на нашей сторонке!
𝄆 Душу-тело мы положим за нашу свободу,
И покажем, что мы, братья, казацкого роду. 𝄇
Rumeno
La lingua rumena è usata dalla diaspora moldava in Ucraina.
Încă nu a murit Ucraina, nici gloria, nici libertatea,
Înca nouă, frații junii, ne va surîde soarta!
Vor pieri dușmanii noștri, ca roua la soare,
Vom stăpîni și noi, frații, în țara noastră.
𝄆 Suflet, trupul vom jertfi pentru libertatea noastră,
Și vom arăta, că noi, frații, suntem din ginta căzăcească! 𝄇
Gagauzo
Questa versione, intitolata "Taa ölmedi Ukraina", è stata tradotta da Tudora Arnaut, produttrice dell'Università nazionale di Kiev e leader dell'Unione ucraina Gagauz.
Taa ölmedi Ukrainada şan hem serbestlik.
Taa bizä kardaşlarım gülecek kısmet.
Yok olcek duşmannarımız nasın çii güneştä,
Biz da saabi olacez bizim memlekettä.
𝄆 Canımızı hem güüdemizi serbestlää verecez
Hem kozak soyundan geldiimizi gösterecez. 𝄇

### Versione lunga

#### In ucraino
| Cirillica | Latina | Trascrizione AFI |
| --- | --- | --- |
| Ще не вмерла України ні слава, ні воля. Ще нам, браття-українці, усміхнеться доля. Згинуть наші вороженьки, як роса на сонці, Запануєм і ми, браття, у своїй сторонці. Приспів: 𝄆 Душу й тіло ми положим за нашу свободу, І покажем, що ми, браття, козацького роду! 𝄇 Станем браття, в бій кривавий, від Сяну до Дону В ріднім краю панувати не дамо нікому. Чорне море ще всміхнеться, дід Дніпро зрадіє, Ще на нашій Україні доленька наспіє. Приспів А завзяття, праця щира свого ще докаже, Ще ся волі в Україні піснь гучна розляже. За Карпати відіб'ється, згомонить степами, України слава стане поміж народами. Приспів | Šče ne vmerla Ukrajiny, ni slava, ni voľa, Šče nam, bratťa ukrajinci, usmichneťśa doľa. Zhynuť naši vorožeńky, jak rosa na sonci, Zapanuěm i my, bratťa, u svojij storonci. Pryspiv: 𝄆 Dušu j tilo my položym za našu svobodu, I pokažem, ščo my, bratťa, kozaćkoho rodu! 𝄇 Stanem bratťa, v bij kryvavyj, vid Śanu do Donu V ridnim kraju panuvaty ne damo nikomu. Čorne more šče usmichneťśa, did Dnipro zradiě, Šče u našij Ukrajini doleńka naspiě. Pryspiv A zavźatťa praća ščyra svoho šče dokaže, Šče sia voli v Ukrajini pisń hučna rozľaže. Za Karpaty vidibjeťśa zhomonyť stepamy, Ukrajiny slava stane pomiž narodamy. Pryspiv | [ʃt͡ʃɛ nɛ ˈu̯mɛr.ɫɐ ʊ.krɐ.ˈji.nɪ ǀ n⁽ʲ⁾i ˈsɫɑ.wɐ ǀ n⁽ʲ⁾i ˈwɔ.lʲɐ ‖] [ʃt͡ʃɛ nɑm ǀ ˈbrɑt.tʲɐ ʊ.krɐ.ˈjin⁽ʲ⁾.t͡s⁽ʲ⁾i ǀ ʊs.m⁽ʲ⁾ix.ˈnɛt.tsʲɐ ˈdɔ.lʲɐ ‖] [ˈzɦɪ.nʊtʲ ˈnɑ.ʃi wo.ro.ˈʒɛnʲ.kɪ ǀ jɑk ro.ˈsɑ nɑ ˈsɔn⁽ʲ⁾.t͡s⁽ʲ⁾i ǀ] [zɐ.pɐ.ˈnu.jem i mɪ ǀ ˈbrɑt.tʲɐ ǀ u swo.ˈjij sto.ˈrɔn⁽ʲ⁾.t͡s⁽ʲ⁾i ‖] [ˈprɪs⁽ʲ⁾.p⁽ʲ⁾iu̯] [ˈdu.ʃʊ‿j ˈt⁽ʲ⁾i.ɫo mɪ po.ˈɫɔ.ʒɪm zɑ ˈnɑ.ʃʊ swo.ˈbɔ.dʊ ǀ] [i po.ˈkɑ.ʒem ǀ ʃt͡ʃɔ mɪ ǀ ˈbrɑt.tʲɐ ǀ ko.ˈzɑt͡sʲ.ko.ɦo ˈrɔ.dʊ ‖] [ˈstɑ.nem ˈbrɑt.tʲɐ ǀ u̯‿b⁽ʲ⁾ij krɪ.ˈʋɑ.ʋɪj ǀ ʋ⁽ʲ⁾id ˈsʲɑ.nʊ dɔ ˈdɔ.nʊ] [ˈu̯‿r⁽ʲ⁾id⁽ʲ⁾.n⁽ʲ⁾im ˈkrɑ.jʊ pɐ.nʊ.ˈʋɑ.tɪ nɛ dɐ.ˈmɔ n⁽ʲ⁾i.ˈkɔ.mʊ ‖] [ˈt͡ʃɔr.ne ˈmɔ.re ʃt͡ʃɛ u̯s⁽ʲ⁾m⁽ʲ⁾ix.ˈnɛt.t͡sʲɐ ǀ d⁽ʲ⁾id d⁽ʲ⁾n⁽ʲ⁾i.ˈprɔ zrɐ.ˈd⁽ʲ⁾i.je ǀ] [ʃt͡ʃɛ nɑ ˈnɑ.ʃ⁽ʲ⁾ij ʊ.krɐ.ˈji.n⁽ʲ⁾i ˈdɔ.ɫenʲ.kɐ nɐs⁽ʲ⁾.ˈp⁽ʲ⁾i.je ‖] [ˈprɪs⁽ʲ⁾.p⁽ʲ⁾iu̯] [ɑ zɐu̯.ˈzʲɑt.tʲɐ ǀ ˈprɑ.t͡sʲɐ ˈʃt͡ʃɪ.rɐ swo.ˈɦɔ ʃt͡ʃɛ do.ˈkɑ.ʒe ǀ] [ʃt͡ʃɛ sʲɑ ˈwɔ.l⁽ʲ⁾i w‿ʊ.krɐ.ˈji.n⁽ʲ⁾i p⁽ʲ⁾isʲnʲ ɦʊt͡ʃ.ˈnɑ rozʲ.ˈlʲɑ.ʒe ‖] [zɑ kɐr.ˈpɑ.tɪ ʋ⁽ʲ⁾i.d⁽ʲ⁾i.ˈbjɛt.t͡sʲɐ ǀ zɦo.mo.ˈnɪtʲ ste.ˈpɑ.mɪ ǀ] [ʊ.krɐ.ˈji.nɪ ˈsɫɑ.ʋɐ ˈstɑ.ne ˈpɔ.m⁽ʲ⁾iʒ ˈnɑ.ro.dɐ.mɪ ‖] 𝄆 [ˈprɪs⁽ʲ⁾.p⁽ʲ⁾iu̯] 𝄇 |

#### Traduzione
Ancora non è morta l’Ucraina, né la gloria né la libertà sua,
Ancora a noi, fratelli ucraini, arriderà lieta la sorte!
Svaniranno i nostri nemici, come rugiada al sole,
Potremo regnare anche noi, o fratelli, sulle nostre terre.
Coro:
𝄆 Alma e corpo daremo per la nostra libertà
E mostreremo che noi, o fratelli, siam di stirpe cosacca!
Staremo, o fratelli, nella sanguinosa lotta, dal San fino al Don
A nessun permetteremo di dominare la nostra madrepatria;
Ancora il Mar Nero arriderà, il vecchio Dnipro gioirà,
Ancora per la nostra Ucraina la Fortuna splenderà.
Coro
Di perseveranza, di sincero impegno ancora ne saranno prova
Ancora risuonerà fragoroso per l’Ucraina un canto di libertà
Echeggerà tra i Carpazi, tuonerà lungo le steppe
La gloria dell’Ucraina diverrà nota tra le nazioni.
Coro

### Version originale (1863)
| Cirillica | Latina | Trascrizione AFI |
| --- | --- | --- |
| Ще не вмерла України, І слава, і воля! Ще нам браття-Українці, Усміхнеться доля! Згинуть наші вороженьки, Як роса на сонці; Запануєм, браття й ми У своїй сторонці. Приспів: Душу й тіло ми положим За нашу свободу І покажем, що ми браття Козацького роду. Гей-гей, браття миле, Нумо братися за діло! Гей-гей пора встати, Пора волю добувати! Наливайко, Залізняк И Тарас Трясило Кличуть нас из-за могил На святеє діло. Изгадаймо славну смерть Лицарства-козацтва, Щоб не втратить марне нам Своєго юнацтва. Приспів Ой Богдане, Богдане Славний наш гетьмане! На-що віддав Україну Москалям поганим?! Щоб вернути її честь, Ляжем головами, Назовемся України Вірними синами! Приспів Наші браття Славяне Вже за зброю взялись; Не діжде ніхто, щоб ми По-заду зістались. Поєднаймось разом всі, Братчики-Славяне: Нехай гинуть вороги, Най воля настане! Приспів | Šče ne vmerla Ukrajiny, I slava, i voľa Šče nam, bratťa-Ukrajinci, Usmichneťśa doľa! Zhynuť naši vorožeńky, Jak rosa na sonci; Zapanuěm, bratťa j my U svojij storonci. Pryspiv: Dušu, tilo, my položym Za našu svobodu I pokažem, ščo my bratťa Kozaćkoho rodu. Hej-hej, bratťa myle, Numo bratyśa za dilo! Hej-hej, pora vstaty, Pora voľu dobuvaty! Nalyvajko, Zalizńak Y Taras Tŕasylo Klyčuť nas yz-za mohyl Na sviateě dilo Yzhadajmo slavnu smerť Lycarctva-kozactva, Ščob ne vtratyť marne nam Svoěho junactva. Pryspiv Oj Bohdane, Bohdane Slavnyj naš heťmane! Na-ščo viddav Ukrajinu Moskaľam pohanym?! Ščob vernuty jiji česť Lažem holovamy Nazovemśa Ukrajiny Virnymy synamy! Pryspiv Naši bratťa Slavjane Vže za zbroju vzialyś; Ne dižde nichto, ščob my Po-zadu zistalyś. Pojednajmoś razom vsi, Bratčyky-Slavjs'ene: Nechaj hynuť vorohy, Naj voľa nastane! Pryspiv | [ʃt͡ʃɛ nɛ ˈu̯mɛr.ɫɐ ʊ.krɐ.ˈji.nɐ ǀ i ˈsɫɑ.wɐ ǀ i ˈwɔ.lʲɐ ‖] [ʃt͡ʃɛ nɑm ǀ ˈbrɑt.tʲɐ mo.ɫo.ˈd⁽ʲ⁾i.ji ǀ ʊs.m⁽ʲ⁾ix.ˈnɛt.tsʲɐ ˈdɔ.lʲɐ ‖] [ˈzɦɪ.nʊtʲ ˈnɑ.ʃi wo.r⁽ʲ⁾i.ˈʒɛnʲ.kɪ ǀ jɑk ro.ˈsɑ nɑ ˈsɔn⁽ʲ⁾.t͡s⁽ʲ⁾i ǀ] [zɐ.pɐ.ˈnu.jem i mɪ ǀ ˈbrɑt.tʲɐ ǀ u swo.ˈjij sto.ˈrɔn⁽ʲ⁾.t͡s⁽ʲ⁾i ‖] [ˈprɪs⁽ʲ⁾.p⁽ʲ⁾iu̯] [ˈdu.ʃʊ‿j ˈt⁽ʲ⁾i.ɫo mɪ po.ˈɫɔ.ʒɪm zɑ ˈnɑ.ʃʊ swo.ˈbɔ.dʊ ǀ] [i po.ˈkɑ.ʒem ǀ ʃt͡ʃɔ mɪ ǀ ˈbrɑt.tʲɐ ǀ ko.ˈzɑt͡sʲ.ko.ɦo ˈrɔ.dʊ ‖] [ɦɛj.ˈɦɛj ǀ ˈbrɑt.tʲɐ ˈmɪ.ɫe ǀ ˈnu.mo ˈbrɑ.tɪ.sʲɐ zɑ ˈd⁽ʲ⁾i.ɫo ‖] [ɦɛj.ˈɦɛj po.ˈrɑ ˈu̯stɑ.tɪ ǀ po.ˈrɑ ˈwɔ.lʲʊ do.bʊ.ˈʋɑ.tɪ ‖] [nɐ.ɫɪ.ˈʋɑj.ko ǀ zɐ.l⁽ʲ⁾izʲ.ˈnʲɑk ɪ tɐ.ˈrɑs tʲrʲɐ.ˈsɪ.ɫo] [ˈkɫɪ.t͡ʃʊtʲ nɑs ˈɪz.zɑ mo.ˈɦɪɫ nɑ sʲʋʲɐ.ˈtɛ.je ˈd⁽ʲ⁾i.ɫo ‖] [ɪz.ɦɐ.ˈdɑj.mo ˈsɫɑu̯.nʊ smɛrtʲ ɫɪ.ˌt͡sɑr.stʋɐ.ko.ˈzɑt͡s.tʋɐ ǀ] [ʃt͡ʃɔb nɛ ˈu̯trɑ.tɪtʲ ˈmɑr.ne nɑm swo.je.ˈɦɔ jʊ.ˈnɑt͡s.tʋɐ ‖] [ˈprɪs⁽ʲ⁾.p⁽ʲ⁾iu̯] [ɔj boɦ.ˈdɑ.ne ǀ boɦ.ˈdɑ.ne ˈsɫɑu̯.nɪj nɑʃ ˈɦɛtʲ.mɐ.ne ‖] [nɑ ʃt͡ʃɔ ʋ⁽ʲ⁾id.ˈdɑʋ ʊ.krɐ.ˈi.nʊ mos.kɐ.ˈlʲɑm po.ˈɦɑ.nɪm ‖] [ʃt͡ʃɔb ʋer.ˈnu.tɪ i.ˈi t͡ʃɛsʲtʲ ǀ ˈlʲɑ.ʒem ˈɦɔ.ɫo.ʋɐ.mɪ ǀ] [nɐ.zo.ˈʋɛm.sʲɐ ʊ.krɐ.ˈi.nɪ ˈʋ⁽ʲ⁾ir.nɪ.mɪ sɪ.ˈnɑ.mɪ ‖] [ˈprɪs⁽ʲ⁾.p⁽ʲ⁾iu̯] [ˈnɑ.ʃ⁽ʲ⁾i ˈbrɑt.tʲɐ sɫɐ.ˈʋʲɑ.ne u̯ʒɛ zɑ ˈzbrɔ.jʊ ˈu̯zʲɑ.ɫɪsʲ ‖] [nɛ d⁽ʲ⁾iʒ.ˈdɛ n⁽ʲ⁾ix.ˈtɔ ǀ ʃt͡ʃɔb mɪ pɔ zɐ.ˈdu z⁽ʲ⁾i.ˈstɑ.ɫɪsʲ ‖] [po.jed.ˈnɑj.mosʲ ˈrɑ.zom u̯s⁽ʲ⁾i ǀ ˈbrɑt.t͡ʃɪ.kɪ sɫɐ.ˈʋʲɑ.ne ‖] [ne.ˈxɑj ˈɦɪ.nʊtʲ wo.ro.ˈɦɪ ǀ nɑj ˈwɔ.lʲɐ nɐ.ˈstɑ.ne ‖] [ˈprɪs⁽ʲ⁾.p⁽ʲ⁾iu̯] |